# Abéïbara
Abéïbara is een gemeente (commune) in de regio Kidal in Mali. De gemeente telt 4500 inwoners (2009).